# Phymaturus patagonicus
Phymaturus patagonicus — вид ігуаноподібних ящірок родини Liolaemidae. Ендемік Аргентини.

## Поширення і екологія
Phymaturus patagonicus мешкають на сході Патагонії, на сході провінції Чубут і на південному сході провінції Ріо-Негро. Вони живуть в помірних чагарникових заростях, зустрічаються на висоті від 144 до 170 м над рівнем моря. Живляться рослинністю, є живородними.